# Győző Kulcsár
Győző Kulcsár (Budapest, 18 ottobre 1940 – Budapest, 19 settembre 2018) è stato uno schermidore ungherese, vincitore di quattro medaglie d'oro e due di bronzo nella scherma ai giochi olimpici.